# タルボット (小惑星)
タルボット（英語：3151 Talbot）は小惑星帯に位置する小惑星である。ローウェル天文台のノーマン・G・トーマスが発見した。
カロタイプと呼ばれる初期の写真技法を発明した、イギリスの科学者ウィリアム・ヘンリー・フォックス・タルボットから命名された。